# Podlas (Dąbie)
Podlas – przysiółek wsi Dąbie w Polsce, położony w województwie świętokrzyskim, w powiecie włoszczowskim, w gminie Włoszczowa.
W latach 1975–1998 przysiółek administracyjnie należał do województwa kieleckiego.